# Blood Like Lemonade (singolo Morcheeba)
Blood Like Lemonade è un singolo della gruppo musicale britannico Morcheeba, pubblicato l'11 ottobre 2010 come secondo estratto dal settimo album in studio omonimo.

## Descrizione
La canzone è stata scritta da Paul e Ross Godrey insieme a Skye Edwards. L'8 maggio 2010 in un articolo pubblicato sul sito web dei Morcheeba, Paul Godfrey, descrivendo le tracce musicali che componevano l'album, a proposito del brano ha affermato:

## Video musicale
Il videoclip del singolo, diretto da Joshua Leonard, è stato pubblicato il 9 settembre 2010 attraverso il canale YouTube della PIAS Recordings. Il filmato musicale vanta la partecipazione dell'attore statunitense Robert Forster, nel ruolo del protagonista.

## Tracce
CD singolo, download digitale
1. Blood Like Lemonade – 4:53
2. Blood Like Lemonade (Acoustic) – 4:31
3. Blood Like Lemonade (Radio Edit) – 3:33